# Crotalaria humifusa
Crotalaria humifusa är en ärtväxtart som beskrevs av George Bentham. Crotalaria humifusa ingår i släktet sunnhampor, och familjen ärtväxter. Inga underarter finns listade i Catalogue of Life.